# York Bowen
Pour les articles homonymes, voir Bowen.
Edwin York Bowen né à Crouch Hill (un quartier de Londres), le 22 février 1884 et mort dans cette même ville, le 23 novembre 1961 est un compositeur et pianiste britannique. Outre le piano, Bowen était un interprète accompli au cor et à l'alto ; il jouait de l'orgue et dirigeait l'orchestre. Bowen a beaucoup apporté à la musique britannique, notamment par ses compositions et son rôle pédagogique à la Royal Academy of Music où il est professeur de piano de 1909, jusqu'à 1959.
Étiqueté par le sobriquet bien réducteur et inexact de « Rachmaninoff anglais » – alors même que Bowen était connu du tout Londres avant que le Russe n'y soit joué, Henry Wood déclara que Bowen n’avait jamais eu la place de compositeur qu’il méritait et en effet il fut virtuellement écarté du devant de la scène après la première guerre en raison de l'idiome post-romantique de son langage, position qu'il partage avec nombre de compositeurs, tels Holbrooke ou Korngold pour n'en citer que deux.
Les œuvres, en partie restées inédites et dont on compte plus de 160 numéros, sont aujourd'hui redécouvertes et publiées, notamment par les efforts de la York Bowen Society. Bowen mérite une reconnaissance pour une œuvre plus que personnelle, parsemée de chefs-d'œuvre à la maîtrise parfaite, notamment pour sa musique pour piano, dont il est l'un des représentants les plus remarquables.

## Biographie
York Bowen est né à Crouch Hill dans la banlieue nord de Londres. Il est le troisième fils d'un riche distillateur de whisky. L'enfant passe une jeunesse aisée et privilégiée. C'est sa mère, musicienne, qui commence à lui apprendre les rudiments, puis le garçon est inscrit successivement dans différentes institutions musicales : au North Metropolitan College of Music (que dirigeait le père de son ami Benjamin Dale), puis il étudie le piano avec Alfred Izard au Conservatoire de Blackheath. Enfant prodige, dès huit ans, il est capable d'interpréter un concerto pour piano de Dussek.

### Formation
En 1898, à seulement quatorze ans, il décroche la prestigieuse bourse Erard (Erard Scholarship) de la Royal Academy of Music. Il y étudie pendant sept ans jusqu'en 1905 : le piano avec Tobias Matthay (1858–1945), grand pédagogue, excentrique célèbre, maître, entre autres de Felix Swinstead, Irene Scharrer, Harold Craxton, Myra Hess, Moura Lympany et Eileen Joyce. Matthay avait lui-même étudié la composition avec William Sterndale Bennett et le piano avec William Dorrell. Il avait fait une étude approfondie de la technique pianistique d'Anton Rubinstein dans les années 1880–1890, du temps où le maître russe se produisait partout en Europe et en Angleterre.

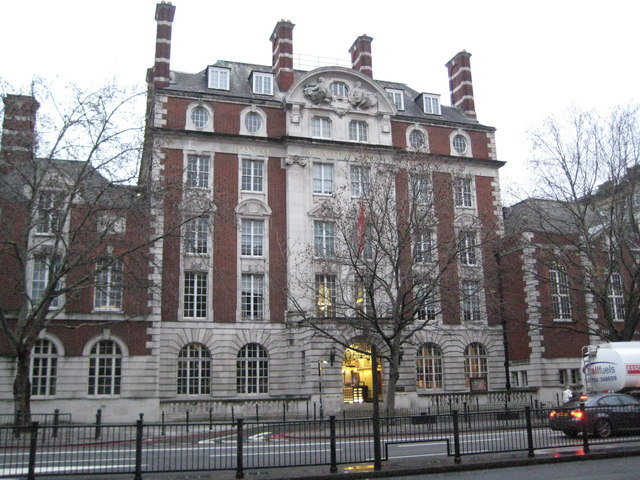
Royal Academy of Music à Londres

Pour la composition, Bowen suit les cours de Frederick Corder. Élève lui-même de Ferdinand Hiller Corder a formé une ribambelle de compositeurs anglais de talent : Granville Bantock, Joseph Holbrooke, Alan Bush, Arnold Bax, Eric Coates ou Benjamin Dale. Il complète sa formation en jouant de l'orgue et surtout de l'alto et du cor pour lesquels en tant que compositeur il écrit au cours de sa carrière des œuvres importantes. À l'alto, Bowen est aussi à l'aise qu'au piano, pouvant interpréter un arrangement de la Sonate pour cor op. 17 de Beethoven avec un excellent contrôle. Ses collègues sont les futurs compositeurs Arnold Bax, Montague Phillips ou l'altiste Lionel Tertis (1876–1975), avec qui il joue dans l'orchestre du Queen’s Hall sous la baguette de Henry Wood. Tertis lancé dans un mouvement de promotion moderne, lui commande toujours plus de concertos ou de sonates dévolus à l'instrument. Avec Arnold Bax et Benjamin Dale, Bowen est le premier compositeur à augmenter le répertoire de l'instrument moderne. Un autre de ses amis, élève de Corder à l'Académie, est Benjamin Dale (1885–1943). Monica Watson, écrit que les deux compères étaient inséparables et passaient « de nombreuses heures ensemble à l’opéra [...] écoutant du Wagner, si émus qu’ils marchaient ensuite (pendant des heures) ensemble dans les rues. » Dale après la Grande-Guerre obtient un poste de professeur d'harmonie à l'Académie et en fut directeur en 1936.

### Débuts
En 1903, York Bowen remporte un prix de composition (le Charles Lucas Prize) avec un poème symphonique, The Lament of Tasso, donné sous la baguette de Henry Wood en septembre, l'année précédente. Pendant les dix premières années du siècle, il compose trois concertos pour piano qu'il interprète, à dix-neuf ans aux Proms de Londres, sous la direction de Hans Richter (1er en 1904 et 3e en septembre 1908) et Henry Wood (2e mai 1906 au Queen’s Hall). Il décroche aussi le prix Hine et Dove toujours pour la composition et les prix Heathcote Long, Sterndale Bennett et Walter Macfarren pour le piano. Après avoir écouté son premier concerto pour piano, Camille Saint-Saëns voit en Bowen  « le plus remarquable des jeunes compositeurs britanniques », opinion partagée par nombre de ses contemporains. Il compose ses deux premières symphonies et de multiples pièces pour piano, de musique de chambre notamment avec alto, pour Lionel Tertis.

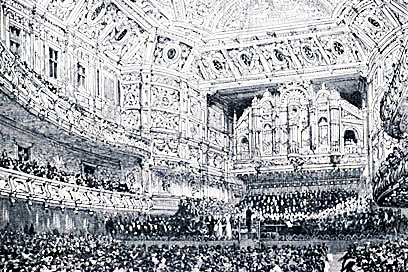
Le Queen's Hall de Londres.

En 1906, il reçoit une ovation pour sa Symphonic Fantasia et même Richter, le chef d'orchestre, applaudit avec le public.
En 1909 à vingt-cinq ans, il est nommé professeur de piano à la Royal Academy of Music où il effectuera toute sa carrière d'enseignant. Son temps outre les cours, est mobilisé par la participation aux jury des concours.
Avant la première Guerre, en tant qu'interprète, il est considéré comme l'un des plus brillants pianistes concertistes depuis Anton Rubinstein (qui a donné des concerts dans les années 1880 et 1890 en Angleterre). Son répertoire témoigne des capacités extraordinaires de l'interprète. S'il défend les compositeurs anglais tels Alexander Mackenzie, Paul Corder – le fils de Frederick –, des sonates de McEwen et de son ami Benjamin Dale, il interprète la sonate de Glazounov, celle en si mineur de Chopin et le premier Concerto de Tchaïkovski plusieurs fois. Il participe à la création de quelques œuvres majeures, telle en 1907 la première en Angleterre du concerto pour trois pianos (Kv. 242) de Mozart, aux côtés de Henry Wood et Frédéric Kiddle. Il est très demandé comme pianiste pour accompagner ou participer à des ensembles de musique de chambre, par exemple avec Joseph Szigeti, Michael Zacharewitsch (1879–1953) ou Efrem Zimbalist. Cette fréquentation des virtuoses en retour nourrit son œuvre et il écrit des pages dédiées à Carl Dolmetsch, Léon Goossens, Beatrice Harrison, Pauline Juler ou Gareth Morris.
En février 1912, sa deuxième Symphonie est donnée au Queen's Hall sous la baguette de Landon Ronald.
Il se marie en avril 1912 avec la fille d'un pasteur, la chanteuse Sylvia Dalton. Le couple n'aura qu'un fils unique, Philip, né l'année suivante.
Pendant la Grande Guerre, il s'enrôle au sein des Scots Guards où il est corniste jusqu'en 1916 : il est réformé après une pneumonie contractée en France.

### Après-guerre
Après guerre, le climat musical changeant, l'élan du succès est perdu pour le compositeur doté d'un caractère modeste. Mais il reste un interprète toujours applaudi. En tant que soliste, York Bowen a été le premier pianiste à enregistrer le Concerto pour piano no 4 de Beethoven en 1925, avec ses propres cadences. Il laisse d'autres œuvres au disque, dont quatre de ses propres pièces.
Quand son temps n'est pas pris par ses activités pédagogiques, en tant qu'interprète, il crée des œuvres majeures : en 1928 il tient la partie de soliste de la Sinfonia Concertante de William Walton. À son répertoire figurait aussi la Sonate en sol mineur op. 22 de Nikolaï Medtner (1880–1951). Bien que Medtner vive au nord de Londres pendant ses dernières années, les deux hommes semblent ne s'être jamais rencontrés.
Bowen se produit à la fin des années 1930, en duo de piano avec un de ses collègues, le jeune professeur de la Royal Academy of Music, Harry Isaacs qui rencontre un grand succès. Lorsque Isaacs, après guerre, fonde un trio, il lui commande une œuvre, le Trio en mi mineur, op. 118.
Bowen impressionne l'excentrique Kaikhosru Sorabji (1892–1988), compositeur et critique, qui juge dans son livre Mi Contra Fa, son quatrième Concerto (1929, mais créé seulement en 1937), comme la plus grande partition pour piano et orchestre jamais écrite par un Anglais. Du point de vue pianistique, il le considère comme le seul grand maître anglais de l'instrument, notamment pour ses 24 Préludes op. 102 : 

« Cette œuvre est la plus belle musique anglaise de piano écrite à notre époque [...]. Avec York Bowen nous sommes dans la grande tradition de l'écriture de piano, la tradition à laquelle appartiennent des hommes tels que Ravel, Rachmaninov et Medtner, mis à part leur individualité et leurs idiomes différents. York Bowen est le maître de tous les genres d'écriture pour le piano. Grand artiste qu'il est, il n'utilise pas les extrémités de pacotille et la vacuité du virtuose, mais il résulte une puissance incandescente et riche expression, une belle pensée musicale, très intéressante et personnelle. [Sa musique est d'une] inépuisable invention pianistique, d'une subtilité et d'un raffinement harmonique, fascinant et imaginatif, d'une substance musicale élevée et distinguée, d'une perfection et d'une finesse de jugement équilibré. Tout est combiné pour produire une expérience esthétique rare et délicieuse [...] York Bowen est, à l'heure actuelle, l'unique compositeur anglais dont les œuvres peuvent à juste titre, être considérées comme celles d'un grand maître de l'instrument, comme Rachmaninov l'était ou Medtner l'est. »

En 1959, il prend sa retraite et meurt brutalement le 23 novembre 1961 en faisant ses courses.
La York Bowen Society associée à la Royal Academy of Music ont fondé un prix York Bowen en son honneur.

## Élèves
- Monica Watson, cité en bibliographie.
- Derek Holman (en) (*1931), compositeur.

## Œuvres dédiées à York Bowen
- Benjamin Dale, Sonate pour piano en ré mineur (1902 - pub. 1906)
- K. S. Sorabji, Passeggiata Veneziana (sopra la Barcarola di Offenbach)[7] pour piano, KSS77 (1955–56) : « to Mr York Bowen, a trifling tribute of respect and admiration ».

## Style
La dette la plus importante pour les caractéristiques stylistiques sont Richard Strauss et plus tard Debussy. S'il voue une admiration sans borne aux Français Debussy et Ravel, il rejette fermement Stravinsky.

## Œuvre
Le catalogue d'opus de York Bowen est composé de 160 numéros et d'un certain nombre de pièces sans numéro, œuvres pédagogiques, ou restées en manuscrits. Il écrit pour le piano de l'enfantine aux redoutables exercices d'études, extrêmement exigeants pour des pianistes confirmés et des sonates – six, composées tout au long de sa carrière entre 1900 et 1961 – préludes ou danses. En musique de chambre, il exploite sa connaissance de tous les instruments qu'il joue (piano, alto, cor) pour des œuvres dans toutes sortes de combinaisons du duo, jusqu'au quintette en passant par le quatuor à cordes. Il compose quatre concertos pour piano et quatre symphonies (dont la dernière est perdue). Quant à la musique vocale, il compose des mélodies accompagnées en général du piano, mais aussi d'instruments en formation chambriste et quelques pièces sacrées.
Bowen a établi l'édition d'œuvres de la littérature pour piano : le piano de Mozart, entre 1931 et 1932 et une édition Chopin, comprenant Nocturnes, Préludes, Valses, Ballades et Scherzos entre 1948 et 1950.
York Bowen est également l'auteur de deux livres sur la technique pianistique :
- Pedalling the Modern Piano Forte, 1936 Londres, Oxford University Press.
- The Simplicity of Piano Technique, 1961 Londres, Stainer & Bell.

| Piano | Clavecin | Orgue | Chambre | Orchestre | Concertos | Cuivres | Vocales |
| ----- | -------- | ----- | ------- | --------- | --------- | ------- | ------- |

### Piano
Piano
- Spare Moments (Livres 1 & 2), opus 1
- Silhouettes, 7 Morceaux Mignons, opus 2 (pub. 1915 Schott) Dédié à son élève Miss Imogene Hawkins
  1. I. Quiet corner
  2. II. Joy bells
  3. III. Retrospect
  4. IV. Woodland idyll
  5. V. Elphin gambols
  6. VI. Lonely hut
  7. VII. Arabesque. Allegrissimo
- Quatre pièces, opus 3 (pub. 1915 Schott)
  1. I. Nocturne (ré bémol majeur)
  2. II. Mazurka (la mineur)
  3. III. Petite Valse (mi bémol majeur)
  4. IV. Finale. Allegro (fa mineur)
- Sonate no 1 en si mineur, opus 6 (pub. privée 1902 Dinham Blythe & Co) Dédiée à Claude Gascoigne. Gascoigne est un de ses camarades de la Royal Academy et ils jouent ensemble à deux pianos.
  1. I. Allegro con fuoco
  2. II. Larghetto
  3. III. Tempo di Minuetto
  4. IV. Allegro con brio (con bravura)
- Stray fancies [Stray Thoughts], quatre petites pièces, opus 8 (pub. 1915 Joseph William) Dédié à son élève Miss Elsie Trevor.
  1. I. Andante
  2. II. Allegro con moto
  3. III. Poco lento
  4. IV. Con moto e leggioro (poco allegro)
- First Rhapsody, opus 8 (1902)
- Sonate pour piano no 2 en ut dièse mineur, opus 9 (1901)
  1. I. Allegro
  2. II. Andante sostenuto
  3. III. Allegro molto
- Concert Study no 1 en sol bémol majeur, opus 9 no 2
- Rhapsody en si mineur, opus 10 (1902)
- Sonate no 3 en ré mineur, opus 12 (août 1912)
  1. I. Allegro ma non troppo
  2. II. Andante cantabile
  3. III. Allegro molto con fuoco
- Caprice no 2, opus 13 (pub. 1916 Ricordi)
- Miniature Suite en ut majeur, opus 14 (juillet 1904 - pub. 1919 Anglo-French Music Company) Il y a en initiales, trois dédicaces différentes pour chaque pièce. Respectivement : à B.J.Dale. 1904 ; à D.B. 1904 ; à H.B. 1904.
  1. I. Humoresque. Allegro deciso
  2. II. Nocturne. Andante cantabile
  3. III. Scherzo. (Finale) Presto
- Nocturne (1904)
- Trois pièces opus 19
  1. I. Nocturne en mi bémol majeur (1906)
  2. II. A Whim (c. 1920)
  3. III. Humoresque
- Trois pièces, opus 20 (I./II. c. 1908 1913 et 1920 - pub. Stainer & Bell)
A posteriori, le compositeur dédie à son épouse la seconde pièce lors de sa publication en 1913, un an après leur mariage.
  1. I. Arabesque (ré bémol majeur)
  2. II. Rêverie d'amour
  3. III. Bells, An Impression
- Humoresque en sol majeur, opus 26 no 1 (c. 1908)
- Polonaise en fa dièse majeur, opus 26 no 2 (avril 1906 - pub. 1907 Londres, Charles Avison, rééd. 1923) Dédié à Tobias Matthay.
- Ballade no 1 en ré mineur, opus 29 (pub. 1919 Oxford University Press)
- Suite no 2, opus 30 (c. 1919 - pub. Oxford University Press)
  1. I. Prelude
  2. II. Intermezzo
  3. III. Barcarolle
  4. IV. (Finale) A Romp
- Sonatine, opus 31
- Études de concert no 2 en fa majeur, opus 32 (c. 1920)
- Courte Sonate, Sonate pour piano no 4 en ut dièse mineur, opus 35 no 1 (1913 - pub. 1922 Swan & Company, réed. 1996 Weinberger) Dédicace : « À ma femme et mon fils ».
  1. I. Andante con moto
  2. II. Lento espressivo
  3. III. Finale. Presto scherzando
- Romance no 1 en sol bémol majeur, opus 35 no 2 (janvier 1913) Dédicace : « À ma femme ».
- Sonate pour piano no 4 « Sonatine », opus 35 no 3
- Suite no 3, opus 38 (1914) Dédié à Frederick Corder.
- Evening Calm en si bémol majeur (1915)
- Suite Mignonne, Suite no 4 pour piano, opus 39 (1915)
  1. I. Moto Perpetuo
  2. II. Prelude
  3. III. Valse
- Curiosity Suite, Suite no 5 pour piano, opus 42 (pub. 1916 Londres, Joseph Williams)
  1. I. Prelude, on the white notes only
  2. II. Caprice, for the Right Hand alone
  3. III. The "Futurist" Piece
  4. IV. The Piece in Older Style
  5. V. Nocturne, for the Left Hand only
  6. VI. The Piece in 7 and 5 time
  7. VII. A Farewell Word (Finale)
- Trois esquisses, opus 43 (pub. 1916 Swan & Company, rééd. Josef Weinberger))
  1. I. Andante con moto
  2. II. Andantino grazioso
  3. III. Andante semplice
- Trois Miniatures, opus 44 (1916)
- Romance no 2, opus 45 (1917)
- Douze Études, opus 46 (pub. 1919 Londres, Ascherberg, Hopwood & Crew)
- Ballade no 1 (1919)
- At the Play Trois pièces pour piano, opus 50 (1913 - pub. 1917 Londres, Ascherberg, Hopwood & Crew)
  1. I. Overture. Molto animato
  2. II. Entr'acte. Tempo di Valse
  3. III. Finale. Presto scherzando
- Trois danses sérieuses, opus 51 (1919 - pub. Londres, Ascherberg, Hopwood & Crew)
  1. I. Allegretto
  2. II. Poco Lento
  3. III. Allegro molto pomposo
- Mood Phases, Livre I, opus 52 (pub. 1919 Oxford University Press)
  1. I. Sunshine
  2. II. Rest
  3. III. Joy
- 3 English Dances (pub. 1920 Londres, Swan & Co./Watson & Wilcocks)
  1. I. Country
  2. II. Morris
  3. III. Gig
- Intermezzo en mi bémol majeur « Zazra » (pub. 1920 Boosey & Hawkes)
- Those Children!, 5 Impressions, opus 55 (pub. Swan & Company, rééd. Josef Weinberger)
- Fragments from Hans Andersen, Suite pour piano, Partie 1, opus 58 (pub. Swan & Company, rééd. Josef Weinberger)
- Fragments from Hans Andersen, Suite pour piano, Partie 2, opus 59 (pub. Swan & Company, rééd. Josef Weinberger)
- Fragments from Hans Andersen, Suite pour piano, Partie 3, opus 61 (pub. Swan & Company, rééd. Josef Weinberger)
- Variations and Fugue on an Unoriginal Theme en ut majeur, opus 62
- Mood phases, Livre II, opus 66 (pub. 1921 Oxford University Press)
- Sonate pour piano no 5 en fa mineur, opus 72 (pub. 1923 Swan & Company, réd. 1996 Londres, Josef Weinberger) Dédié à W. Bowker Andrews. Création à Londres, en janvier 1924 par le compositeur.
  1. I Moderato – Allegro moderato
  2. II. Andante simplice
  3. III. Finale. Allegro con fuoco
- The Way to Polden. An Ambling Tune, opus 76 (pub. 1925 Swan & Company - Réed. 1996 Londres, Josef Weinberger) Dédié à Philips Reeves
- Capriccio, opus 77
- Nocturne en la bémol majeur, opus 78 (pub. 1925)
- Trois préludes, opus 81
- Berceuse, opus 83 (pub. 1928 - rééd. 1955 Chester Music) Dédicace « À Philip York Bowen ».
- Rêverie en si majeur, opus 86 (pub. 1928 Swan & Company - Réed. 1996 Londres, Josef Weinberger)
- Ballade no 2 en la mineur, opus 87 (pub. 1931)
- Impromptu en sol bémol majeur, opus 91 n° 2 (pub. 1932 Schott)
- Trois chants sans paroles, opus 94 (pub. 1935)
  1. I. Song of the Stream
  2. II. Solitude
  3. III. The Warning
- Idyll, opus 97 (1934 - pub. 1935 Augener) Dédicace « À mon fils Philip York Bowen, pour son vingt-et-unième anniversaire. 25 mars 1934 ».
- Trois pièces, opus 98
  1. I. Falling petals
  2. II. On foot
  3. III. Turnstiles
- Deux pièces, opus 100 (pub. 1937 Ricordi)
  1. I. Ripples, Une petite esquisse, fa majeur. Allegro e leggioro
  2. II. Shadows, Prelude, ré majeur
- Prelude en sol mineur
- Vingt-quatre préludes dans tous les tons majeurs et mineurs, opus 102 (c. 1938 - pub. 1950 Chester Music, réed. 1997 Londres, Josef Weinberger) Dédié à Kaikhosru Shapurji Sorabji, 1950. 
L'une des œuvres les plus célèbres de Bowen. Le cahier suit la progression chromatique héritée du Clavier bien tempéré de Bach.
  1. Ut majeur. Moderato appassionato
  2. Ut mineur. Andante tranquillo
  3. Ré bémol majeur. Andante grazioso
  4. Ut dièse mineur. Allegro con fuoco
  5. Ré majeur. Allegro risoluto
  6. Ré mineur. Andante con moto
  7. 'Mi bémol majeur. Andantino amabile
  8. Mi bémol mineur. Poco lento, serioso
  9. Mi majeur. Allegro risoluto e ritmico
  10. Mi mineur. Moderato, a capriccio
  11. Fa majeur. Andante con moto e grazioso
  12. Fa mineur. Allegro con fuoco
  13. Sol bémol majeur. Andante tranquillo
  14. Fa dièse mineur. Allegro sherzando
  15. Sol majeur. Allegretto grazioso
  16. Sol mineur. Moderato semplice
  17. La bémol majeur. Andante molto espressivo
  18. Sol dièse mineur. Allegro con fuoco
  19. La majeur. Andantino con moto
  20. La mineur. Allegro con fuoco
  21. Si bémol majeur. Andante piacevole
  22. Si bémol mineur. Allegro molto e con fuoco
  23. Si majeur. Andante con moto
  24. Si mineur. Moderato serioso e tragico
- Trois Novelettes, opus 124 (pub. 1949) Dédié à Marion Keyte-Perry.
- Siciliano et Toccatina en fa majeur et la mineur, opus 128 (1948 - pub. 1951 Joseph Williams) Dédié à son élève Monica Watson pour son 21e anniversaire. Bowen écrit un peu en avance, l'anniversaire étant en avril 1949. Création 23 novembre 1949 par Monica Watson.
- Fantasia en sol mineur, opus 132 (1948)
- Deux Intermezzi, opus 141 (19 décembre 1951 - pub. 1998 Londres, Josef Weinberger)
  1. I. Andantino tranquillo
  2. II. Allegro con fuoco
- Sonatine, opus 144 (1954)
- Quatre Bagatelles, opus 147 (1956)
- Toccata, opus 155 (9 novembre 1957 - pub. 1996 Londres, Josef Weinberger) Création radiophonique le 5 décembre 1958 pour la BBC, par le compositeur. Création publique le 13 juin 1960. 
Cette troisième grande toccata de Bowen (après les opus de 1901 et 1920) est restée à l'état de manuscrit jusqu'à ce que Stephen Hough en établisse la sienne. Elle est d'une redoutable difficulté technique. C'est l'œuvre qui valut son surnom de Rachmaninov anglais au compositeur.
- Partita, opus 156 (1960 - pub. Oxford University Press)
- Sonate pour piano no 6 en si bémol mineur, opus 160 (24 janvier 1961 - pub. 1997 Londres, Josef Weinberger) Dernier opus du catalogue de York Bowen.
  1. I. Moderato e serioso – Allegro risoluto e con fuoco
  2. II. Intermezzo. Poco lento e tranquillo
  3. III. Finale alla toccata. Allegro molto e con spirito

Piano à quatre mains
- Suite en trois mouvements, opus 52 (1918)
  1. I. Prelude (ré majeur)
  2. II. Dance (sol majeur)
  3. III. Nocturne (si-bémol majeur)
- Suite no 2, opus 71 (c. 1923)
  1. I. Allegro (mi mineur)
  2. II. Barcarolle (sol majeur)
  3. III. Moto Perpetuo (ut majeur)
- 4 Pièces pour piano à quatre mains, opus 90 (pub. 1930 Oxford University Press)
  1. I. Prelude (la mineur)
  2. II. Humoresque (mi mineur)
  3. III. Serenade (si-bémol majeur)
  4. IV. Dance-Tune (la mineur)

Deux pianos
- Ballade
- Deux pièces, opus 106 (1939)
- Sonate no 2 en mi mineur, opus 107 (1941)
- Valse en ut, opus 108 (1941)
- Suite, opus 111 (c. 1946)
  1. I. Prelude
  2. II. Rigadoon
  3. III. Intermezzo
  4. IV. Tarantella
- Arabesque en fa majeur, opus 119 (pub. 1947 Oxford University Press)
- Thème et variations, opus 139 (1951)

Pièces pédagogiques
Les pièces pédagogiques de York Bowen se fondent souvent sur les problématiques que son maître, Tobias Matthay avait lui-même exposées dans ses ouvrages ou dans ses cours. 
- Airs and graces (c.1922)
  1. I. A stately measure
  2. II. Valsette
  3. III. A sad thought
  4. IV. A dance tune
- Twelve Easy Impromptus, opus 99 (1936 [Album for the Young], fin des années 1940 sous le titre connu - rééd. Josef Weinberger)
- Étude en fa-dièse majeur d'après si j'étais un oiseau de Henselt

### Clavecin
- 3 Sketches, opus 158
- Siciliane en fa majeur (1961)
- Toccatina en la mineur (1961)

### Orgue
- Somerset Suite (1940) Transcription de la pièce d'orchestre
- Melody en sol mineur (c. 1948)
- Fantasia en sol mineur, opus 136 (1949 - pub. 1952 Novello / Chester Music) Création en juin 1951 par Arnold Richardson
- Wedding March en fa majeur (1961)

### Musique de chambre
Solo
- Arabesque en sol bémol majeur pour harpe (pub. Chester Music)
- Soliloquy and Frolic pour flûte seule (pub. Emerson Edition)
- Deux esquisses pour violon sans accompagnement
  1. I. The Clown
  2. II. The Dragon fly

Avec flûte
- Miniature Suite pour flûte et piano (pub. IMP / Emerson Edition)
  1. I. Humoresque
  2. II. Romance
  3. III. Scherzo
- Sonate pour deux flûtes (pub. Emerson Edition)
- Deux pièces pour quatuor de flûtes à bec et piano (Universal éd. UE12638)
- Sonate pour flûte et piano, opus 120 (1946 - pub. Emerson Edition)
  1. I. Allegro non troppo
  2. II. Andante piacevole
  3. III. Finale. Allegro con fuoco
- Sonatine pour flûte à bec et piano, opus 121 (pub. Emerson Edition)

Duos avec violon
- Three Duos pour violon et alto
- Romance pour violon (ou alto) et piano, en ré-bémol majeur (1900, arr. pour alto 1904)
- Sonate pour violon et piano en si mineur, opus 7 (juin 1902)
  1. I. Largo — Andante con moto
  2. II. Allegro assai
- Suite en ré mineur pour violon et piano, opus 28 (1909 - pub. Schott) « Dédié à l'éminent artiste Fritz Kreisler ». Créé par le dédicataire en 1910.
  1. I. Mouvement de sonate. Allegro moderato
  2. II. Barcarolle. Andantino
  3. III. Humoresque. Allegro scherzando
  4. IV. Finale. Allegro con spirito
- Phantasie en mi mineur pour violon et piano, opus 34 (1911)
Un seul mouvement noté Allegro moderato ma passionato.
- Serenade pour violon et piano (24 avril 1917)
- Valse harmonique pour violon et piano (29 avril 1917)
- Albumleaf pour violon et piano (pub. 1927)
- Melody pour violon et piano (pub. 1928)
- Allegretto en sol majeur pour violon (ou violoncelle) et piano, opus 105 (pub. 1940 Oxford University Press)
- Sonate pour violon et piano en mi mineur, opus 112 (1945 - pub. 1946 Chester Music)
  1. I. Maestoso con fuoco
  2. II. Lento
  3. III. Finale. Allegro con fuoco
- Chant en fa majeur pour violon et piano (22 janvier 1949)	Dédié à Marion Keyte-Perry, comme la suivante.
- Boléro en la mineur pour violon et piano (22 janvier 1949)

Duos avec alto
- Fantasia pour alto et orgue, en fa majeur (1903)
- Sonate pour alto et piano no 1 en ut mineur, opus 18 (1905 - pub. 1907 Schott) Dédiée à Lionel Tertis. Création Londres, le 19 mai 1905 par le dédicataire et le compositeur.
  1. I. Allegro moderato
  2. II. Poco lento e cantabile
  3. III. Finale. Presto
- Sonate pour alto et piano no 2 en fa majeur, opus 22 (1906 - pub. 1911 Schott) Dédiée à Lionel Tertis. Création 26 février 1906 par le dédicataire et le compositeur.
Cobbett considère ces deux sonates pour alto comme les plus marquantes jamais composée pour l'instrument.
  1. I. Allegro assai e semplice
  2. II. Grave
  3. III. Finale. Allegro giocoso
- Mélodie pour la corde de sol pour violon (ou alto) et piano en sol-bémol majeur, opus 47 (1917 - pub. 1923 Swan & Co) Dédié à Lionel Tertis
La pièce en un mouvement, est notée Andante tranquillo
- Mélodie pour la corde d’ut pour alto et piano en fa majeur, opus 51 no 2 (1918 - pub. 1923 Swan & Co)  Dédié à Lionel Tertis
- Phantasy pour alto et piano en fa majeur, opus 54 (31 mai 1918) Création Londres, 6 décembre 1918 par Lionel Tertis et Samuel Liddle (en remplacement du compositeur, malade). L'œuvre a remporté le prix Cobbett de composition l'année-même, en 1918.
- Two Duets pour deux altos (1920)
- Rhapsody en sol mineur pour alto et piano, opus 149 (1955) Dédiée à Maurice Loban
- Three Pieces pour alto et piano, opus 153 (1940)
Bewen fait référence à la Sonate au clair de Lune de Beethoven, comme Chostakovitch plus tard dans sa Sonate pour alto.
- Poem pour alto et piano (1957)
- Piece pour alto en mi-bémol majeur (1960)
- Introduction and Allegro en ré mineur pour alto et piano (1961)

Duos avec violoncelle
- Allegro de Concert pour violoncelle (ou alto) et piano, en ré mineur (février 1906)
- Romance en la majeur pour violoncelle (ou alto) et piano (1908)
- Sonate pour violoncelle et piano en la majeur, opus 64 (1921 - pub. Schott)

Duos avec clarinette
- Sonate pour clarinette et piano en fa mineur, opus 109 (1943 - pub. Emerson Edition)

Duos avec cor
- Deux préludes pour cor et piano (1921)
- Sonate pour cor et piano, en mi-bémol majeur, opus 101 (1937)

Duos avec hautbois
- Sonate pour hautbois et piano, « opus 85 » (1927 - pub. 1944 Chester Music) Dédiée à Léon Goossens (1897–1988) pour qui le jeune Britten écrit sa Phantasy Quartet (1932) et Vaughan Williams son Concerto (1944). Création à New York, le 5 février 1929 par Léon Goossens et son frère Eugène Goossens au piano. La première anglaise n'est donnée que le 28 octobre 1930 toujours par Léon Goossens accompagné par Kathleen Markwell.

Trios avec trompette
- Andante et Allegro pour deux trompettes et piano (pub. Emerson Edition)

Trios
- Phantasie Trio pour violon, violoncelle (ou alto) et piano, opus 24 (1907)
En 1914, Bowen écrit une partie alternative pour l'alto en remplacement du violoncelle et renomme l'œuvre en Trio en un mouvement. Nouvelle version créé par Meltzer, Tertis et le compositeur.
- Poem pour alto, harpe et orgue, en sol-bémol majeur (1912 - pub. 2009 Josef Weinberger)
- Rhapsody Trio pour violon, violoncelle et piano en la mineur, opus 80 (1925–1er janvier 1926) Création le 27 février 1927 avec May et Beatrice Harrison aux cordes et le compositeur au piano. Le duo Harrison, qui était réputé pour leurs interprétations du Double de Brahms, ont commandé le Double Concerto de Delius.
Un seul mouvement décomposé en : Molto sostenuto (quasi lento – Allegro vivace – Largamente – Allegro vivace – Tempo primo (quasi lento).
- Trio en trois mouvements en mi mineur pour violon, violoncelle et piano, opus 118 (16 octobre 1945) Commande de Harry Issacs, son collègue avec qui il joue en duo et qui après guerre fonde un trio avec piano. Création à Londres, le 4 avril 1946.
  1. I. Grave – Allegro risoluto
  2. II. Adagio – Poco lento
  3. III. Finale. Quasi presto, alla tarantella
- Ballade pour hautbois, cor et piano, opus 133 (pub. De Wolfe)

Quatuors
- Finale of English Suite pour quatuor à cordes (1908) - extrait de la Suite on Londonderry Air composée avec Frank Bridge, Hamilton Harty, J. D. Davis (John David Davis) et Eric Coates.
- Quatuor à cordes no 1 en sol majeur, opus 27
- Quatuor à cordes no 2 en ré mineur, opus 41 (c.1918 - pub. 1922 Londres, Stainer & Bell)
  1. I. Allegro assai
  2. II. Poco lento
  3. III. Finale. Presto
- Quatuor à cordes no 3 en sol majeur, opus 46 (1919)
- Fantasia (Fantasie Quartet) en mi mineur pour quatre altos, opus 41 no 1 (1907 - pub. 1922 Londres, Stainer & Bell) Écrite à la demande de Lionel Tertis pour ses étudiants. Création 3 mars 1908 par Tertis, Eric Coates, James Lockier et Raymond Jeremy.

Quintettes
- Miniature Suite pour flûte, hautbois, deux clarinettes et basson (pub. De Wolfe)
- Quintette pour cor et quatuor à cordes en ut mineur, opus 85 (16 février 1927) Création à Kensington, par Audrey Brain et le Quatuor Virtuoso et repris à Londres en juin 1928 dans un programme avec Bax et McEwen.
  1. I. Moderato serioso – Tempo desiso
  2. II. Andante espresivo
  3. III. Finale. Allegro molto e ritmico
- Phantasie-Quintet pour clarinette basse et quatuor à cordes en ré mineur, opus 93 (1932 - pub. De Wolfe)

Septuor
- Septuor pour clarinette, cor, quatuor à cordes et piano (1906 ou 1907 - l’œuvre est perdue)

### Orchestre
- Symphonie no 1 en sol majeur, opus 4 (1902)
- The Lament of Tasso, opus 5 (1902)
- Ouverture de concert en sol mineur, opus 15 (1903-04) Création à Bournemouth en octobre 1904.
- Symphonic Fantasia, un poème symphonique en fa majeur, opus 16 (1905) Création par le London Symphonic Orchestra.
  1. I. Lento (ma non troppo)
  2. II. Allegro molto
  3. III. Molto meno mosso (moderato) – Appassionato – Lento espressivo
  4. IV. Allegro grazioso
  5. V. Allegro spirito
  6. VI.Più mosso
- Symphonie no 2 en mi mineur, opus 31 (1909–1911) Création à Londres, le 1er février 1912 sous la direction de Landon Ronald.
- Suite, opus 57 (1920 - pub. Chappell)
  1. I. Festive prelude
  2. II. Midsummer Night (Nocturne)
  3. III. Dance-Phantasy
- Eventide, Poème orchestral, opus 69 (1922)
- Festal Overture en ré majeur, opus 89 (1929)
- Somerset Suite (1940)
- Suite Symphonique (1942)
- Fantasy Overture on "Tom Bowling", opus 115 (1945 - pub. De Wolfe)
- Arabesque pour timpani et orchestre à cordes (1949 - pub. Chester Music)
- Symphonie no 3 en mi mineur, opus 137 (1951 - perdue) Création pour la radio en 1951 par la l'orchestre de la BBC, sous la direction de Maurice Miles.
Tous les matériels pour l'orchestre ont été détruits avec la partition originale, lors d'une crue ayant touché les locaux de l'éditeur londonien De Wolfe. Il reste des interprétations pour la radio par divers chefs : Ian Whyte, Vilem Tausky et Charles Groves.
- Pierrette: A Graceful Dance, « opus 140 » (1938 - pub. Boosey & Hawkes)
- Trois pièces pour orchestre à cordes et harpe ad lib., opus 140 (c. 1951 - De Wolfe perdue)
- Miniature Suite pour orchestre d'école (c. 1960)
- Symphonie no 4 en sol majeur (1961 - inachevée)[8]

### Concertos
Piano
- Concerto pour piano et orchestre no 1 en mi-bémol majeur, opus 11 (1903) Création en 1903 par le compositeur et dirigé par Mackenzie
- Concerto pour piano et orchestre no 2 « Concertstück » en ré mineur, opus 17 (1905) Création à Bournemouth en 1905.
  1. I. Moderato – Allegro deciso – Meno mosso – Allegro con spirituo
  2. II. Lento espressivo – Maestoso e appassionato
  3. III. Allegro – Allegro assai – Allegro deciso ‑ Allegro assai
- Fantaisie (Concerto) pour piano et orchestre no 3 en sol mineur, opus 23 (1907) Dédicace : « to the Worshipful Company of Musicians ». Création, septembre 1908 par le compositeur au piano.
  1. I. Moderato – Allegro con spirito – Tempo I – Poco maestoso
  2. II. Andante grazioso – più lento – Allegro – Molto maestoso
  3. III. Allegro con fuoco – Animato
- Concerto pour piano et orchestre no 4 en la mineur, opus 88 (1929) Création, le 19 mars 1937 par le compositeur au piano et l'orchestre de la BBC dirigé par Adrian Boult pour une diffusion radiophonique. 
Bowen considérait cette œuvre comme la meilleure qu'il eut écrite pour le genre.
- Jig pour deux pianos et orchestre (perdu)

Cordes
- Concerto pour alto et orchestre en ut mineur, opus 25 (1906–1907) Dédiée à Lionel Tertis. Création au Wigmore Hall de Londres, le 26 mars 1908 par le dédicataire et sous la direction de Landon Ronald.
  1. I. Allegro assai
  2. II. Andante cantabile
  3. III. Allegro scherzando
- Concerto pour violon et orchestre en mi mineur, opus 33 (1913)
- Rhapsody pour violoncelle et orchestre en ré majeur, opus 74 (c. 1924)

Vents
- Concerto pour cor, orchestre à cordes et Timbales, opus 150 (1955 - pub. De Wolfe)
  1. I. Allegro non troppo – poco tranquillo
  2. II. Poco Lento e Serioso
  3. III. Finale. Allegro molto, con spirito
- Sinfonietta concertante pour cuivre et orchestre (1957)
- Concerto pour flûte (perdu)

### Ensemble de cuivres
- Royal Air Force march past
L'œuvre gagna le Sunday Express prize en 1919.
- The Hardy Tin Soldier no 1

### Vocales
Mélodies
- Is it a sin to love thee as I do? (1902) Poème de S. Spain-Dunk
- A vision of hope and memory (1903) Poème de W. Hardy
- One of us two (1903)
- Sing-sing (1907) Poème de Thomas Moore
- A song of music (1907) Poème de Thomas Moore
- Remembrance (1908) Poème de J.P. Dalton
- Life's lesson (1908) Poème de J.W. Riley
- Love is enough (1908) Poème de Fred E. Weatherly
- Love lights (1908)
- Coming through the mist (1909)
- Little sweet smile (1909) Poème de Mabel Felton
- Spring song (1909)
- Lullaby (1910) Poème de Brian Hooker
- We Two opus 10 n° 3 (c. 1915)
- A little long song (c. 1916) Poème de J.P. Dalton
- After the storm, In memory of the Titanic (1912) Poème de Arthur L. Salmon
- A summer song (1912) Poème de M.H. Browne
- A lullaby (c. 1914) Poème de J.P. Dalton
- A lament (c. 1917) Poème de Poème de J.W. Riley
- A night rêverie Poème de Clement Hesketh
- A memory
- Love untold (c. 1916) Poème de J.P. Dalton
- Dreams of eternity (1920)
- Four Chinese Lyrics, opus 48 (c. 1920)
  1. I. The gourd has still its bitter leaves
  2. II. The morning glory climbs above my head
  3. III. I saw the marsh with rushes dank and green
  4. IV. The wind blows from the north
- 3 Songs to words of Leveson Gower, opus 67 (c. 1921)
  1. I. The Hidden Treasure
  2. II. Love and Death
  3. III. Love's Reckoning
- If You Should Frown - Poème de George Granville Leveson-Gower
- In June - Poème de George Leveson-Gower
- A Moonlight Night - Poème de Robert Southey
- 4 Songs to words of Leveson Gower, opus 68 (pub. 1921 Swan & Co)
  1. I. Storm Song. Animated and turbulent
  2. II. If you should frown
  3. III. In June
  4. IV. Cordovan Love Song
- 5 Songs of Elfland (c. 1922) Poèmes de Alexander Field
  1. I. The harvest moon
  2. II. Elf the piper
  3. III. The fairies' lullaby
  4. IV. When the stars came out
  5. V. The passing of summer
- The Wind's an Old Woman, opus 75 no 1 (c. 1923) Poème de Wilfrid Thorley
- A moonlight night (c. 1923) Poème de Southey
- Of the daisies in a breeze (1924) Poème de Wilfrid Thorley
- Let the pale eyelids droop (1925)
- O love of mine Poème de J. Lester-Williams
- To Myra (c. 1927 - pub. Josef Weinberger) Poème de Thompson
- Drinking song (1934)
- Across the river
- The dream of love Poème de Constance M. Foort
- A morning song Poème de Alan Cunningham
- Three Royal lyrics (c. 1935 - pub. Josef Weinberger) Textes de Olive Maitland Marsh. La musique est de York Bowen et Philip York Bowen.
  1. I. England's monarch
  2. II. -
  3. III -
- Music
- In vain
- The Sea-shells
- A summer wooing
- Around, beneath, the sweet flowers grope their way
- My heart

Musique de chambre avec voix
- Meg merrilies pour voix et quatuor à cordes, opus 62 bis (1921) Poème de Keats
- Gleaming pour voix, cor et piano (1913)
- No tears to weep [Plus de larmes pour pleurer] pour voix, alto obbligato et piano (1913)
- At the mid-hour of night pour voix, alto obbligato et piano (1913)
Ces deux œuvres avec alto obligé sont dédiées à son épouse, la chanteuse Sylvia Dalton.
- Recitation pour voix et piano (1920)
- Pieces for Tape (1960)

Musique sacrée
- Inglemount (Hymn tune) (c. 1904)
- Messe en sol majeur (1954)

## Discographie
Bowen par Bowen
- Arabesque op. 20 n° 1 (1925 - Vocalion K-05146)
- Suite n° 2 op. 30 - Finale. A Romp (1925 - Vocalion X-9562)
- Fragments from Hans Andersen op. 58 : Thumbelina, The Windmill (1926 - Vocalion K-05269)
- The Way to Polden : An Ambling Tune, op. 76 (1925 - Vocalion X-9598)
- Vingt-quatre préludes dans tous les tons majeurs et mineurs (extraits) : 1, 2, 7, 8, 10, 15, 16, 19, 20 et 24 (1960 - Lyrita)

Piano
- Les Six Sonates pour piano - Danny Driver (juillet-août 2008 - 2CD Hyperion CDA67751/2)
- 12 des 24 préludes op. 102, Ballade no 2 op. 87, Sonate n° 5 en fa mineur op. 72, Berceuse op. 83, Suite Mignonne : Moto Perpetuo op. 39, Toccata op. 155 - Stephen Hough (1995, Hyperion)[9]
- 24 Préludes pour piano, Nocturnes, op. 78, Rêveries, op. 86 - Marie-Catherine Girod (1994 - 3D Classics)
- Œuvres pour piano, Volumes 1, 2, 3 et 4 - Joop Celis (1995 - Chandos)
  1. vol 1 : Sonate no 6 op. 160, 24 Préludes op. 120, Rêverieop. 86 - Joop Celis (Chandos)
  2. vol 2 : Sonate no 5 op. 72, Nocturne op. 78, Bagatelles op. 147 et op. 100, 128, 132 et 141 - Joop Celis (Chandos)
  3. vol 3 : Ballade no 2 op. 87, Sonate no 4 op. 35 n° 1 et op. 20, 44, 51, 81, 94 et 155 - Joop Celis (Chandos)
  4. vol 4 : op. 26-2, 19-2, 38, 39, 43, 124, 144 et 156 - Joop Celis (Chandos)

Chambre
- Sonate pour flûte et piano op. 120, Sonate pour hautbois et piano op. 85, Sonate pour clarinette et piano op. 109, Sonate pour cor et piano op. 101 – Ensemble Endymion (Dutton)
- Quintette en ut mineur op. , Rhapsody Trio, Trio en trois mouvements  – Ensemble Endymion (2001 - Dutton)

Orchestre/Concertos
- Symphonies nos 1 op. 4 et 2, op. 31 - Dir. Davis (2010 - Chandos)
- Concerto pour cor, cordes et Timbales, op. 150 – David Pyatt (cor), London Philharmonic Orchestra, Dir. Nicholas Braithwaite (Lyrita)
- Concerto pour alto et orchestre, op. 25 – Lawrence Power (alto), BBC Scottish Symphony Orchestra, Dir. Martyn Brabbins (Hyperion)